# 中甸蓝钟花
中甸蓝钟花（学名：Cyananthus chungdianensis）为桔梗科蓝钟花属下的一个种。是桔梗科蓝钟花属的植物，为中国的特有植物。分布在中国大陆的云南等地，生长于海拔3,500米至4,250米的地区，多生长在高山草甸、林间草地或高山灌丛草地中。